# Внендт, Давид
Давид Внендт (нем. David Falko Wnendt; 1971, Гельзенкирхен, Германия) — немецкий кинорежиссер и сценарист. Стал известен благодаря фильму «Экстремистки. Combat Girls» (2011), завоевавшему множество наград, и драме «Запретная территория» (2013), которую посмотрел 1 миллион кинозрителей.

## Биография и карьера
Давид Внендт — один из пяти детей дипломата Вернера Внендта. У его матери Элеоноры — докторская степень геолога. Будущий режиссер вырос в Исламабаде, Майами, Брюсселе, Праге и Рейнском Мекенхайме. Большую часть школьных лет он провел недалеко от Бонна. После окончания средней школы, в 1997 году Давид переехал в Берлин.
Внендт изучал ведение бизнеса и журналистику в Свободном университете Берлина, затем прошёл годичный курс на факультете кино и телевидения Пражской Академии музыкальных искусств (FAMU), а после — отучился на режиссера в школе кино и телевидения имени Конрада Вольфа. Во время обучения Давид снял свой первый короткометражный фильм — «Мечты Калифорнии», а его дипломный полнометражный фильм «Экстремистки. Combat Girls» принёс молодому режиссёру победу в трёх номинациях на Кинопремию Германии. Премьера второго полнометражного фильма режиссёра — «Запретная территория» — состоялась на Международном кинофестивале в Локарно. Позже, лента была представлена и на других международных кинофестивалях, в том числе на фестивале «Сандэнс».
В 2015 году Внендт снял комедийную драму «Он снова здесь», завоевавшую успех в прокате.
В начале 2019 года на кинофестивале «Сандэнс» впервые был показан новый фильм режиссера — «Солнце в ночи», главные роли в котором исполнили Дженни Слейт и Алекс Шарп. 17 июля 2020 года фильм станет доступен к просмотру на всех мировых цифровых платформах.

## Фильмография
- Солнце в ночи (2019)
- Он снова здесь (2015)
- Запретная территория (2013)
- Экстремистки. Combat girls (2011)